# Seznam častnih občanov Občine Selnica ob Dravi
Seznam častnih občanov Občine Selnice ob Dravi je urejen kronološko:
- 2022: Ivanka Frešer[1]
- 2024: Vladimir Sabolek[2]